# Marek Kvapil
Marek Kvapil (* 5. Januar 1985 in Ilava, Tschechoslowakei) ist ein tschechischer Eishockeyspieler, der seit 2019 beim HC Sparta Prag aus der tschechischen Extraliga unter Vertrag steht.

## Karriere
Marek Kvapil begann seine Karriere als Eishockeyspieler in der Jugend des HC Slavia Prag, für dessen Profimannschaft er in der Saison 2003/04 sein Debüt in der tschechischen Extraliga gab. In seinem Rookiejahr blieb der Angreifer in elf Spielen punkt- und straflos und wurde mit seinem Team Vizemeister. Zudem lief er in dieser Spielzeit vier Mal für den HC Kometa Brno aus der 1. Liga auf.
Daraufhin wechselte der Linksschütze zum Saginaw Spirit, der ihn beim CHL Import Draft 2004 als Gesamtelften gezogen hatte, in die Ontario Hockey League. Anschließend wurde Kvapil im NHL Entry Draft 2005 in der sechsten Runde als 163. Spieler von der Tampa Bay Lightning ausgewählt, für die er allerdings ohne Einsatz in der National Hockey League blieb. Stattdessen lief er von 2005 bis 2008 für deren Farmteams aus der American Hockey League, die Springfield Falcons und Norfolk Admirals, sowie für die Johnstown Chiefs und Mississippi Sea Wolves aus der ECHL auf.
Im Sommer 2008 kehrte Kvapil in seine tschechische Heimat zurück, wo er einen Vertrag beim HC Vítkovice Steel aus der Extraliga erhielt. Zudem erzielte er in der Saison 2008/09 in vier Spielen für den HC VOKD Poruba aus der 1. Liga insgesamt sechs Scorerpunkte, darunter vier Tore. Nach zwei erfolgreichen Spielzeiten in Ostrava wechselte er im Juli 2010 innerhalb der Extraliga zum HC Kometa Brno, mit dem er 2011 den Ligaerhalt in der Relegation erreichte. Im April 2011 wurde er vom OHK Dynamo aus der Kontinentalen Hockey-Liga unter Vertrag genommen, mit dem er 2012 und 2013 den Gagarin-Pokal und damit die russische Meisterschaft gewann.
Nach Stationen bei Sewerstal Tscherepowez und KHL Medveščak Zagreb spielt er seit Dezember 2015 für Neftechimik Nischnekamsk in der KHL.
2017 wurde er mit dem HC Kometa Brno das erste Mal in seiner Karriere Tschechischer Meister. Zu Beginn der Saison 2017/18 spielte er bei Amur Chabarowsk aus der Kontinentalen Hockey-Liga, wurde aber nach 11 Saisonspielen für Amur entlassen.
Am 10. November 2017 gaben die Bílí Tygři Liberec die Verpflichtung des Stürmers bis Ende der Saison 2019/20 bekannt. In der Saison 2018/19 hatte er als 2. in der Scorer-Wertung mit 57 Punkten einen wichtigen Anteil am Gewinn des Hauptrunde und dem Vizemeister-Titel. 
Nach der Saison schloss er sich dem HC Sparta Prag an.

### International
Für Tschechien nahm Kvapil an der U20-Junioren-Weltmeisterschaft 2005 teil, bei der er mit seiner Mannschaft die Bronzemedaille gewann. Bei der Weltmeisterschaft 2010 gewann er mit der Herrenauswahl Tschechiens die Goldmedaille.

## Erfolge und Auszeichnungen
- 2004 Tschechischer Vizemeister mit dem HC Slavia Prag
- 2005 OHL First All-Rookie Team
- 2010 Tschechischer Vizemeister mit dem HC Vítkovice Steel
- 2012 Gagarin-Pokal-Gewinn mit dem OHK Dynamo
- 2013 Gagarin-Pokal-Gewinn mit dem HK Dynamo Moskau
- 2017 Tschechischer Meister mit dem HC Kometa Brno
- 2019 Tschechischer Vizemeister mit den Bílí Tygři Liberec

### International
- 2005 Bronzemedaille bei der U20-Junioren-Weltmeisterschaft
- 2010 Goldmedaille bei der Weltmeisterschaft